# Synnmukerjiomyces thermophilus
Synnmukerjiomyces thermophilus är en svampart som beskrevs av Aneja & Raj Kumar 1999. Synnmukerjiomyces thermophilus ingår i släktet Synnmukerjiomyces, divisionen sporsäcksvampar och riket svampar.   Inga underarter finns listade i Catalogue of Life.